# Ahn Jae-hyun
Ahn Jae-hyun (en hangul, 안재현; Seúl, Corea del Sur, 1 de julio de 1987) es un actor y modelo surcoreano, conocido por sus papeles en series de televisión como My Love from the Star, You're All Surrounded, Blood y Cinderella with Four Knights.

## Vida personal
El 11 de marzo de 2016 se anunció que estaba comprometido con la actriz Koo Hye-sun desde abril del año anterior. Se casaron el 21 de mayo del mismo año. Sin embargo en agosto de 2019 se anunció que la pareja se divorciaría.

## Carrera
En 2016 se unió a la agencia "HB Entertainment".
En el 2013 se unió al elenco recurrente de la serie My Love from the Star, donde interpretó a Cheon Yoon-jae, el hermano menor de Cheon Song-yi (Jun Ji-hyun).
En 2014 se unió al elenco principal de la serie You're All Surrounded, donde dio vida al oficial Park Tae-il, un joven hombre que decide abandonar sus estudios en medicina para convertirse en detective, decisión que su familia desaprueba y por la cual se ha distanciado de ellos.
El 16 de febrero del 2015 se unió al elenco principal de la serie Blood, donde interpretó a Park Ji-sang, un vampiro y médico especializado en cirugía hepato-pancreato-biliar en el mejor hospital de investigación de cáncer del país, hasta el final de la serie el 21 de abril del mismo año.
En agosto de 2016 se unió al elenco principal de la serie Cinderella and Four Knights donde dio vida a Kang Hyun-min, hasta el final de la serie en octubre del mismo año.
Ese mismo año se unió al elenco principal del programa New Journey to the West, donde participó hasta el final en el 2017.
En enero del 2017 se unió al programa Newlyweds Diary junto a su esposa Koo Hye-sun, el cual mostró su vida de recién casados.
El 19 de julio del mismo año se unió al elenco de la serie Reunited Worlds, donde interpretó a Cha Min-joon, hasta el 21 de septiembre del 2017.
El 1 de octubre del 2018 se unió al elenco principal de la serie The Beauty Inside. donde dio vida a Ryu Eun-ho, el mejor amigo de Han Se-gye (Seo Hyun-jin), un aspirante a sacerdote que termina enamorándose de Kang Sa-ra (Lee Da-hee), hasta el 20 de noviembre del mismo año.
En mayo del 2019 se anunció que se había unido al elenco principal de la serie Love with Flaws, donde interpreta a Lee Kang-woo, un hombre que se obsesionó con la forma en que se ve por fuera después de haber sido abandonado por ser feo en el pasado.

## Filmografía

### Series de televisión
| Año     | Título                       | Papel                          | Cadena | Ref.          |
| ------- | ---------------------------- | ------------------------------ | ------ | ------------- |
| 2013-14 | My Love from the Star        | Cheon Yoon-jae                 | SBS    |               |
| 2014    | You're All Surrounded        | Park Tae-il                    | SBS    |               |
| 2015    | Blood                        | Park Ji-sang/Jason -Main       | KBS2   |               |
| 2015    | Snow Lotus                   | Ma Moon-jae                    | SBS    |               |
| 2016    | Cinderella with Four Knights | Kang Hyun-min                  | tvN    |               |
| 2017    | Reunited Worlds              | Cha Min-joon                   | SBS    |               |
| 2018    | The Beauty Inside            | Ryoo Eun-ho                    | JTBC   |               |
| 2019-20 | Love with Flaws              | Lee Kang-woo                   | MBC    | [ 20 ]        |
| 2023    | The Real Has Come!           | Gong Tae-kyung / Lee Tae-kyung | KBS2   | [ 21 ] [ 22 ] |

### Películas
| Año  | Título        | Personajes | Notas          |
| ---- | ------------- | ---------- | -------------- |
| 2014 | Fashion King  | Kim Won-ho |                |
| 2015 | Wedding Bible |            | Película china |
| 2015 | I'm Virgo     |            |                |

### Apariciones en programas de televisión
| Año             | Programa                                      | Notas                                              |
| --------------- | --------------------------------------------- | -------------------------------------------------- |
| 2011 - 2012     | Lee Soo-geun and Kim Byung-man's High Society | 53 episodios - miembro                             |
| 2014            | The Casting                                   | invitado                                           |
| 2014, 2015      | Happy Together                                | 2 episodios - invitado - (2015.03.05 y 2014.11.20) |
| 2016 - 2017     | New Journey to the West                       | miembro                                            |
| 2017            | Newlywed Diary                                | miembro - junto a Koo Hye-sun                      |
| 2017 - presente | Kang’s Kitchen                                | miembro                                            |

### Presentador
| Año  | Evento                           | Notas                          |
| ---- | -------------------------------- | ------------------------------ |
| 2020 | 34th Golden Disc Awards          | presentador de categoría       |
| 2013 | Music Talk Talk Marbling         |                                |
| 2013 | All the Kpop (Summer Special)    |                                |
| 2013 | Idol Star Olympics Championships |                                |
| 2013 | Music Talk Talk Ma bling         | co-presentador - junto a Subin |
| 2014 | M! Countdown                     |                                |
| 2016 | Mnet Asian Music Awards          | [ 30 ]                         |

### Apariciones en videos musicales
| Año  | Artista / Grupo      | Canción                           | Notas                      |
| ---- | -------------------- | --------------------------------- | -------------------------- |
| 2012 | Baek Ah-yeon         | "Sad Song"                        |                            |
| 2012 | K.Will               | "Please Don't..."                 |                            |
| 2013 | Cho Yongpil          | "Hello (Teaser)"                  |                            |
| 2013 | Sistar19             | "Gone Not Around Any Longer"      |                            |
| 2014 | WINGS                | "Hair Short"                      |                            |
| 2014 | Soyou & Urban Zakapa | "The Space Between"               | apareció junto a Nam Bo-ra |
| 2024 | K.Will               | "No Sad Song For My Broken Heart" |                            |

## Modelaje
Jae-hyun ha participado en varios desfiles de moda, así como también a participado en varias sesiones fotográficas, entre ellas:
En 2016 junto al actor Ji Soo se convirtieron en modelos para la nueva colección de verano de la marca de moda "Chris Christy". Jae-hyun también modeló para la marca de ropa en el 2014.

## Discografía

### Canciones
| Año  | Canción      | Notas                                 |
| ---- | ------------ | ------------------------------------- |
| 2014 | That Was You | Banda sonora de You're All Surrounded |
| 2013 | Maybe        | Narración para el video de Dal Shabet |

## Apoyo a obras
En mayo del 2016 realizó una generosa donación para celebrar su matrimonio al "Severance Children's Hospital", la donación consistió en fondos que se habrían utilizado para la ceremonia.
Ese mismo año participó en una sesión fotográfica junto a otros famosos para apoyar a "Letter of Angels", una campaña, que promueve la adopción infantil.

## Premios y nominaciones
| Año  | Premio                                      | Categoría                                             | Series                       | Resultado |
| ---- | ------------------------------------------- | ----------------------------------------------------- | ---------------------------- | --------- |
| 2009 | 4th Asian Model Festival Award              | Best New Model                                        | -                            | Ganó      |
| 2013 | 8th Asian Model Festival Award              | Best Fashion Model                                    | -                            | Ganó      |
| 2014 | 7th Korea Drama Award                       | Best New Actor                                        | My Love from the Star        | Ganó      |
| 2014 | 3rd APAN Star Award                         | Best New Actor                                        | My Love from the Star        | Nominado  |
| 2014 | 22nd SBS Drama Award                        | New Star Award                                        | My Love from the Star        | Ganó      |
| 2015 | 29th KBS Drama Award                        | Popularity Award, Actor                               | Blood                        | Nominado  |
| 2015 | 29th KBS Drama Award                        | Best Couple Award (junto a Koo Hye-sun)               | Blood                        | Nominados |
| 2016 | 9th Korea Drama Award                       | Global Star Award                                     | Cinderella with Four Knights | Ganó      |
| 2016 | 9th Korea Drama Award                       | Best Actor, Top Excellence Award                      | Cinderella with Four Knights | Ganó      |
| 2016 | 7th Macau International Television Festival | Best Actor                                            | Cinderella with Four Knights | Ganó      |
| 2017 | SBS Drama Award                             | Excellence Award, Actor in a Wednesday–Thursday Drama | Reunited Worlds              | Nominado  |